# Letalsko vojaško učilišče Jugoslovanske ljudske armade
Letalsko vojaško učilišče (kratica VVU) je bila vojaško-izobraževalna ustanova, ki je delovala v sestavi Jugoslovanske ljudske armade.

## Zgodovina
Šola je bila ustanovljena leta 1945 med splošno reorganizacijo jugoslovanskega vojaškega šolstva. Izobraževanje je trajalo 24 mesecev.
Leta 1952/4 so učilišče ukinili z namenom organizacije vojaških akademij.